# Giải thưởng Điện ảnh Hồng Kông lần thứ 3
Giải thưởng Điện ảnh Hồng Kông lần thứ ba được tổ chức năm 1984 tại Hồng Kông.

## Danh sách các đề cử và giải thưởng
| Phim hay nhất                     | Phim hay nhất                       | Phim hay nhất |
| Phim                              | Tên tiếng Anh                       |               |
| --------------------------------- | ----------------------------------- | ------------- |
| Bán biên nhân (半邊人)            |                                     |               |
| Đả lôi đài (打擂台)               |                                     |               |
| Nhân hách nhân (人嚇人)           |                                     |               |
| Thùy liêm thính chính (垂簾聽政)  |                                     |               |
| Thục Sơn (蜀山)                   | Zu Warriors from the Magic Mountain |               |
| Đạo diễn xuất sắc nhất            |                                     |               |
| Đạo diễn                          | Phim                                |               |
| Phương Dục Bình                   | Bán biên nhân                       |               |
| Hoàng Chí Cường                   | Đả lôi đài                          |               |
| Thái Địch La Tân                  | Ngã ái dạ lai hương                 |               |
| Ngọ Mã                            | Nhân hách nhân                      |               |
| Lý Hàn Tường                      | Thùy liêm thính chính               |               |
| Kịch bản hay nhất                 |                                     |               |
| Biên kịch                         | Phim                                |               |
| Trương Kiên Đình                  | Biểu thác thất nhật tình            |               |
| Hồng Kim Bảo Hoàng Bỉnh Diệu      | Nhân hách nhân                      |               |
| Liêu Vịnh Lương                   | Đả lôi đài                          |               |
| Thi Dương Bình Vương Chính Phương | Bán biên nhân                       |               |
| Lý Hàn Tường Dương Thôn Bân       | Thùy liêm thính chính               |               |
| Nam diễn viên chính xuất sắc nhất |                                     |               |
| Diễn viên                         | Phim                                |               |
| Lương Gia Huy                     | Thùy liêm thính chính               |               |
| Vương Chính Phương                | Bán biên nhân                       |               |
| Vạn Tử Lương                      | Nam dữ nữ                           |               |
| Hồng Kim Bảo                      | Nhân hách nhân                      |               |
| Ngô Diệu Hán                      | Kì mưu diệu kế Ngũ Phúc Tinh        |               |
| Nữ diễn viên chính xuất sắc nhất  |                                     |               |
| Diễn viên                         | Phim                                |               |
| Diệp Đồng                         | Biểu thác thất nhật tình            |               |
| Lâm Thanh Hà                      | Thục Sơn                            |               |
| Lưu Hiểu Khánh                    | Thùy liêm thính chính               |               |
| Chung Sở Hồng                     | Nam dữ nữ                           |               |
| Hứa Tổ Oánh                       | Bán biên nhân                       |               |
| Diễn viên mới xuất sắc nhất       |                                     |               |
| Diễn viên                         | Phim                                |               |
| Trịnh Du Linh                     | Hoa thành                           |               |
| Hứa Tổ Oánh                       | Bán biên nhân                       |               |
| Lương Gia Huy                     | Thùy liêm thính chính               |               |
| Mạc Thiếu Thông                   | Võ lâm thánh hỏa lệnh               |               |
| Vu Gia Hy                         | Minh                                |               |